# Гунда (фільм)
Гунда — норвезько-американський документальний фільм 2020 року виробництва. Режисер Віктор Косаковський; сценаристи Віктор Косаковський і Айнара Вера. Продюсери Аніта Рехофф Ларсен та Джослін Барнс. Виконавчий продюсер Хоакін Фенікс. Світова прем'єра відбулася 23 лютого 2020 року; прем'єра в Україні — 16 вересня 2021-го.

## Про фільм
Дивовижна планета Земля, простір якої ми ділимо з мільярдами тварин — зокрема і домашніх. Після знайомства зі свинею Гундою (що норвезькою означає «жінка-воїн») та її поросятами, двома незвичайними коровами й одноногою куркою — дає нам підґрунтя для роздумів про безпосередню цінність життя і таємниці всієї тваринної свідомості, у тому числі й людської.